# Nervi coclear

Anatomia de l'orella humana:
1: Orella externa.
5: Orella mitjana.
13: Orella interna:
14: Laberint: 15: Conducte semicircular, 16: Vestíbul: 17: Finestra oval, 18: Finestra rodona. 19: Còclea.
20: Nervi vestibular, 21: Nervi coclear, 22: Conducte auditiu intern.
Altres: 11: Os temporal, 12: Trompa d'Eustaqui, 23: Nervi auditiu.

El nervi coclear o auditiu és un nervi sensitiu que porta els senyals des de la còclea (del laberint de l'orella interna) al cervell. Condueix el senyal de l'òrgan de Corti, per tant forma part del sistema auditiu.
En l'inici del conducte auditiu intern, s'uneix al nervi vestibular per formar el nervi vestibulococlear.